# Paratropus maynei
Paratropus maynei är en skalbaggsart som först beskrevs av Desbordes 1919.  Paratropus maynei ingår i släktet Paratropus och familjen stumpbaggar. Inga underarter finns listade i Catalogue of Life.